# Handio
Handio is een bestuurslaag in het regentschap Padang Lawas van de provincie Noord-Sumatra, Indonesië. Handio telt 1072 inwoners (volkstelling 2010).